# 大田ステファニー歓人
大田 ステファニー 歓人（おおた ステファニー かんと、1995年- ）は、日本の小説家。東京都生まれ。日本映画大学卒業。

## 人物・経歴
日本映画学校在学中に関川夏央の指導を受ける。卒業後に映像関係などの仕事を経て、ゴミ収集の清掃員として働きながら小説を執筆する。
2023年、闇バイトに巻き込まれる高校生を描いた「みどりいせき」で第47回すばる文学賞を受賞してデビュー。贈賞式での受賞スピーチがSNSで広まり話題を呼ぶ。
2024年、『みどりいせき』で第37回三島由紀夫賞受賞。同作には舐達麻のリリックからの引用があるなど、ヒップホップから影響を受けた文体を特徴とする。

## 作品リスト

### 単行本
- 『みどりいせき』（2024年2月 集英社 ISBN 978-4-08-771861-4）
  - 初出:『すばる』2023年11月号

### 単行本未収録

#### エッセイ
- 「受賞記念エッセイ はつえせー」[7] - 『青春と読書』2024年1月号
- 「憂鬱な気持ち持つ陽気な躁鬱」 - 『群像』2024年3月号
- 「プリ食える」 - 『新潮』2024年3月号
- 「今」 - 『ハーパーズ バザー』2024年4月号
- 「日日是好日」 - 『すばる』2024年4月号 - 6月号
- 「生きるために」 - 『文藝』2024年夏季号
- 「受賞記念エッセイ 宇宙の先」 - 『新潮』2024年7月号
- 「身体を記す the 愛s on me」 - 『文學界』2024年10月号
- 「みんなの読書」 - 『すばる』2025年1月号
- 「三島由紀夫の文 「小説家を尊敬するなかれ」」 - 『新潮』2025年2月号
- 「八十年ぶんのかさぶた」 - 『文藝』2025年秋季号

#### 対談
- 「すばる文学賞・小説すばる新人賞 受賞作刊行記念特集 対談 金原ひとみ×大田ステファニー歓人」[8] - 『青春と読書』2024年3月号
- 「『みどりいせき』刊行記念対談 大田ステファニー歓人×豊﨑由美 作家誕生」[9] - 『すばる』2024年7月号